# Іридій
Іри́дій — хімічний елемент з атомним номером 77; символ Ir, атомна маса 192,22. Належить до металів групи платини. Сріблясто-білий, дуже твердий та крихкий метал. Густина 22,65·103 кг/м³; температура плавлення 2447 °C; кипіння — 4380 °C; Твердість за Бріннелем 1640 МПа. Іридій хімічно дуже мало активний. У царській воді не розчиняється. Відкритий C. Теннантом у 1803 році.

## Історія
Відкритий англійським хіміком Смітсоном Теннантом 1803 року під час аналізу залишку, що лишався після розчинення самородної платини у царській воді. Спочатку Теннант вважав, що цей чорний залишок є графітом, проте пізніше зміг виділити з нього два нових елементи — іридій і осмій.
Крім Теннанта схожими дослідженнями займались французькі хіміки Іпполіт-Віктор Колле-Декотіль, Антуан Франсуа де Фуркруа і Луї Ніколя Воклен, що теж встановили, що чорний залишок містить невідомі елементи, проте так і не змогли їх виділити. Успіху Теннанта допомогла його співпраця з іншим британським хіміком, Вільямом Волластоном, що також досліджував домішки інших елементів у платині, проте зосереджувався на тих, що розчиняються у царській воді (і відкрив таким чином паладій і родій) — а нерозчинні залишки передавав колезі.
Лише у 1812 році Теннант, у співпраці з кількома десятками інших вчених, зміг розплавити іридій, побудувавши для цього грандіозний вольтів стовп.
У 1834 з'явилися ручки, пера яких були вкриті іридієм — його перше комерційне застосування.
Назва «Іридій» походить від грец. ίριοειδής — веселковий. Названий так за різноманітність кольорів його сполук.

## Хімічні властивості
Відомі ступені окиснення від +9 до -3. У ступені +6 і +5 — сильний оксидант, у випадку +4 і +3 — утворює стабільні комплекси, особливо з амінами, а +1 вельми характерний, особливо у комплексах з фосфіновими й карбонільними лігандами, хоча зазнає оксидативних перетворень до Ir(III). Ir(0) існує в карбонільних і фосфінових комплексах (наприклад, Ir2(CO)8). Найхарактерніше координаційне число в комплексних сполуках — 6 (для Ir(III) i Ir(IV)). Ступінь окиснення +8 іридій має в сполуці IrO4, а +9 — у [IrO4]+. Ступінь окиснення +9 наразі є найвищою відомою, хоча існують передбачення про можливість стану +10 у платини.
У вигляді тонкодисперсного порошку (черні) адсорбує сірку, галогени і інші неметали. Оксид Ir2O3, гідроксид Ir(OH)3. Відомі нечисленні його сполуки з іншими металами платинової групи (осмієм, рутенієм, родієм, платиною), з сіркою й арсеном.

## Ізотопи
Природній іридій складається з двох різних ізотопів. Всі вони стабільні.
| Масове число | Частка у природному іридії | Період напіврозпаду |
| ------------ | -------------------------- | ------------------- |
| 191          | 37,3 %                     | ∞                   |
| 193          | 62,7 %                     | ∞                   |

Загалом відомо 66 ізотопів іридію з масовими числами від 164 до 203, 27 з яких — метастабільні.
З нестабільних ізотопів, найбільші періоди напіврозпаду мають метастабільні Ir192m1 (241 рік) і Ir194m1 (171 день), а з не метастабільних ізотопів Ir192 (74 дні).

## Отримання
Іридій добувають із платиноносних і золотоносних розсипів. Він утворює власні мінерали (IrOS, IrOSRu та ін.), що тісно зростаються з іншими платиновими мінералами. Найбільші запаси — у ПАР. Сировиною для одержання іридію служать концентрати металів групи платини, які одержують шляхом збагачення корінних руд і після переробки анодних шламів електролізу нікелю і міді, а також шліхи (платиновий концентрат), вилучені з розсипних руд, і вторинний метал — металевий брухт.

## Застосування
Щороку в світі споживається понад 7 тонн іридію (7800 кілограмів у 2017 році).
Із чистого іридію виготовляють мундштуки для склодувів, лабораторні тиглі, а вольфрамовий дріт, вкритий шаром іридію, використовують в електронних лампах.
При додаванні 10 % іридію до платини, її твердість і границя міцності зростають у кілька разів. Цей сплав має дуже високу стійкість до дії кислот і електричних розрядів. Його використовують для виготовлення електродів у найбільш довговічних видах свічок запалювання, електродів для електрофізіологічних досліджень, із нього було зроблено еталони метра (до заміни в 1960 році) і кілограма (до заміни у 2018 році). Також, завдяки довговічності й хімічній стійкості, цей сплав використовується у ювелірній справі, а також з нього виготовляють хірургічні інструменти.
Невеликі домішки іридію покращують хімічну стійкість титану та термічну стійкість вольфраму й молібдену.
Сплав іридію з рутенієм та родієм використовується у виробництві термопар, що мають працювати за високих температур.
До другої половини 20 століття іридій використовували для покриття пер у перових ручках для збільшення їхньої довговічності. У сучасних ручках назва «іридій» використовується для сплавів, що використовуються для підвищення їхньої твердості, попри те, що безпосередньо іридію вони не містять.
Іридій і його сполуки застосовують як каталізатори для різноманітних реакцій органічної й неорганічної хімії.
Ізотоп іридій-192 використовується для брахітерапії раку.